# Julie Plec
Julie Plec (Illinois; 26 de mayo de 1972) es una directora y productora de televisión estadounidense. Es conocida mundialmente por ser la cocreadora y productora de la serie de televisión The Vampire Diaries y su spin-off The Originals.

## Trayectoria
Plec se graduó de la Universidad del Noroeste en 1994.
Fue coproductora en las películas de Wes Craven Scream 2, Scream 3 y  Cursed.
Ha desarrollado varias series de televisión para The CW, de las cuales la más destacada es The Vampire Diaries, adaptación televisiva de los libros de L. J. Smith. La serie sigue la vida de Elena Gilbert (Nina Dobrev), que se enamora de un vampiro llamado Stefan Salvatore (Paul Wesley), y pronto se encuentra atrapada en un triángulo amoroso entre Stefan y su hermano mayor, Damon (Ian Somerhalder), mientras que los hermanos también están siendo perseguidos por el pasado que han tenido con Katherine Pierce (también interpretada por Dobrev), la cual es la vampiro que transformó a los dos hermanos. La serie también se centra en la vida de los amigos de Elena y otros habitantes de la ficticia ciudad de Mystic Falls, Virginia. Se estrenó el 10 de septiembre de 2009, y se convirtió en un éxito nacional e internacional. 
En noviembre de 2012, la web Deadline Hollywood anunció que Julie Plec y Greg Berlanti habían logrado obtener los derechos de The Tomorrow People, y que encargaron un piloto escrito por Phil Klemmer para la serie. Fue estrenada el 9 de octubre de 2013 en The CW, y finalizó el 5 de mayo de 2014 tras una temporada.
El 11 de enero de 2013, se anunció que The Vampire Diaries tendría un spin-off titulado The Originals. El piloto se emitió en abril de 2013 como parte de un capítulo de la cuarta temporada de The Vampire Diaries. La primera temporada fue estrenada el 3 de octubre de 2013 y la serie finalizó el 1 de agosto de 2018, después de cinco temporadas.

## Filmografía
| Cine       | Cine                                      | Cine                                                                                                   | Cine                                                                           | Cine |
| Año        | Película                                  | Trabajo                                                                                                | Notas                                                                          |      |
| ---------- | ----------------------------------------- | --- | ------------------------------------------------------------------------------ | ---- |
| 1997       | Scream 2                                  | Coproductora                                                                                           | Dirigida por Wes Craven; Secuela de Scream                                     |      |
| 1999       | Teaching Mrs. Tingle                      | Productora asociada                                                                                    |                                                                                |      |
| 2000       | The Broken Hearts Club: A Romantic Comedy | Coproductora                                                                                           | Dirigida por Greg Berlanti                                                     |      |
| 2000       | Scream 3                                  | Coproductora                                                                                           | Dirigida por Wes Craven                                                        |      |
| 2005       | Cursed                                    | Coproductora                                                                                           | Dirigida por Wes Craven                                                        |      |
| Televisión |                                           | |                                                                                |      |
| Año        | Título                                    | Trabajo                                                                                                | Notas                                                                          |      |
| 1999       | Wasteland                                 | Coproductora                                                                                           | Una temporada: 13 episodios                                                    |      |
| 2006–2009  | Kyle XY                                   | Escritora; Productora (2006–2007); Supervisora de producción (2007–2008); Coproductora ejecutiva(2009) | Tres temporadas: 43 episodios                                                  |      |
| 2009–2017  | The Vampire Diaries                       | Cocreadora; Escritora y productora ejecutiva                                                           | Basada en los libros de L. J. Smith                                            |      |
| 2013–2018  | The Originals                             | Creadora; Escritora y productora ejecutiva                                                             | spin-off de The Vampire Diaries                                                |      |
| 2013–2014  | The Tomorrow People                       | Cocreadora Productora ejecutiva                                                                        | Basada en The Tomorrow People de Roger Price Una temporada: 22 episodios       |      |
| 2016       | Containment                               | Creadora; Escritora y productora ejecutiva                                                             | Basada en la serie belga Cordon de Carl Joos Una temporada: 13 capítulos       |      |
| 2018       | Riverdale                                 | Directora; 1 episodio                                                                                  | Capítulo: "Chapter Twenty-Six: The Tell Tale Heart" (Temporada 2, episodio 13) |      |
| 2018       | Roswell, New Mexico                       | Director, 1 episodio                                                                                   | "Pilot" (Temporada 1, episodio 1)                                              |      |
| 2018—2022a | Legacies                                  | Creadora; Escritora y productora ejecutiva                                                             | spin-off The Originals y The Vampire Diaries                                   |      |
|            |                                           | |                                                                                |      |
| 2022       | Vampire Academy                           | Creadora y escritora                                                                                   |                                                                                |      |